# Ave Regina Caelorum

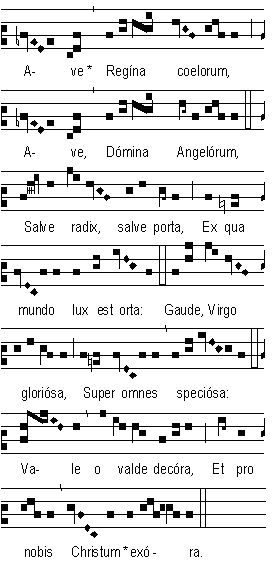
Ave Regina Coelorum

Ave Regina Caelorum é uma das antífonas marianas ditas ou cantadas na Liturgia das Horas no final das Completas. No Breviário Romano, revisado pelo Papa Pio V em 1569, foi designado para este uso desde as Completas de 2 de fevereiro até as Completas da quarta-feira da Semana Santa. Desde a revisão da Liturgia das Horas, em 1969, a única antífona mariana para cujo uso é estabelecido um período fixo é a antífona pascal Regina caeli.
Como as outras antífonas marianas, Ave Regina Caelorum foi inspiração para a música polifônica de compositores como Leonel Power, Orlando de Lassus, Tomás Luis de Victoria, Marc-Antoine Charpentier, Giovanni Pierluigi da Palestrina e Joseph Haydn.